# Virée de Galerne
La "Virée de Galerne", dal francese "Giro verso ponente", è una campagna militare della Guerra di Vandea che si è svolta nel Maine e Loira, in Bretagna ed in Normandia. Prende questo nome perché indica la serie di battaglie che segnarono una svolta alla guerra: fino a quel momento infatti le vittorie repubblicane furono quasi assenti, mentre dopo la sconfitta di Cholet (17 ottobre 1793), i vandeani subirono una serie di sconfitte che li fece ritirare, ripercorrendo la Loira, verso ponente nella speranza di unirsi ai rinforzi in arrivo dall'Inghilterra.
La battaglia finale si ebbe a Savenay (23 dicembre 1793) dove l'esercito vandeano fu decimato dalle truppe del generale Kléber. La battaglia di Savenay segna la fine di quella che viene considerata la Prima Guerra di Vandea.
Dopo la sconfitta di Cholet (il 15-17 ottobre), i vandeani, circondati, decidono di ripiegare su Saint-Florent-le-Vieil. Il loro scopo è di attraversare la Loira al fine di conquistare un porto per fare sbarcare gli emigrati e i britannici. È dunque a Saint-Florent-le-Vieil che tutto l'esercito si sposta attraversando la Loira in meno di un giorno, il 18 ottobre; solo una donna annega.

Il giorno dopo, il generalissimo d'Elbée, ferito mortalmente a Cholet, non poteva continuare a comandare e sarebbe morto presto, venne quindi eletto come suo successore Henri de La Rochejaquelein che, a 21 anni di età, diventerà il più giovane generalissimo dell'Esercito cattolico e reale.
L'esercito vandeano è accompagnato da 30 000 a 60 000 persone non combattenti: feriti, sacerdoti, donne e bambini. Il loro esercito conta 40 000 soldati, presto raggiunti da circa 10 000 chouan, condotti da Jean Cottereau, Georges Cadoudal o Aimé Picquet du Boisguy.
I repubblicani invece sono infine riusciti a coordinare correttamente i loro attacchi e a superare le forze vandeane. Dopo la battaglia di Cholet, tuttavia, commettono l'errore di credere che la guerra sia definitivamente vinta. Si accorgono rapidamente del loro errore. Al nord della Loira, le forze repubblicane, disperse e prese di sorpresa vengono distrutte. Così, fino a Granville, i vandeani vincono tutte le loro battaglie e ciò nonostante siano inseguiti dalle truppe di Léchelle, Kléber, Westermann e Marceau.

## Sconfitta dei vandeani

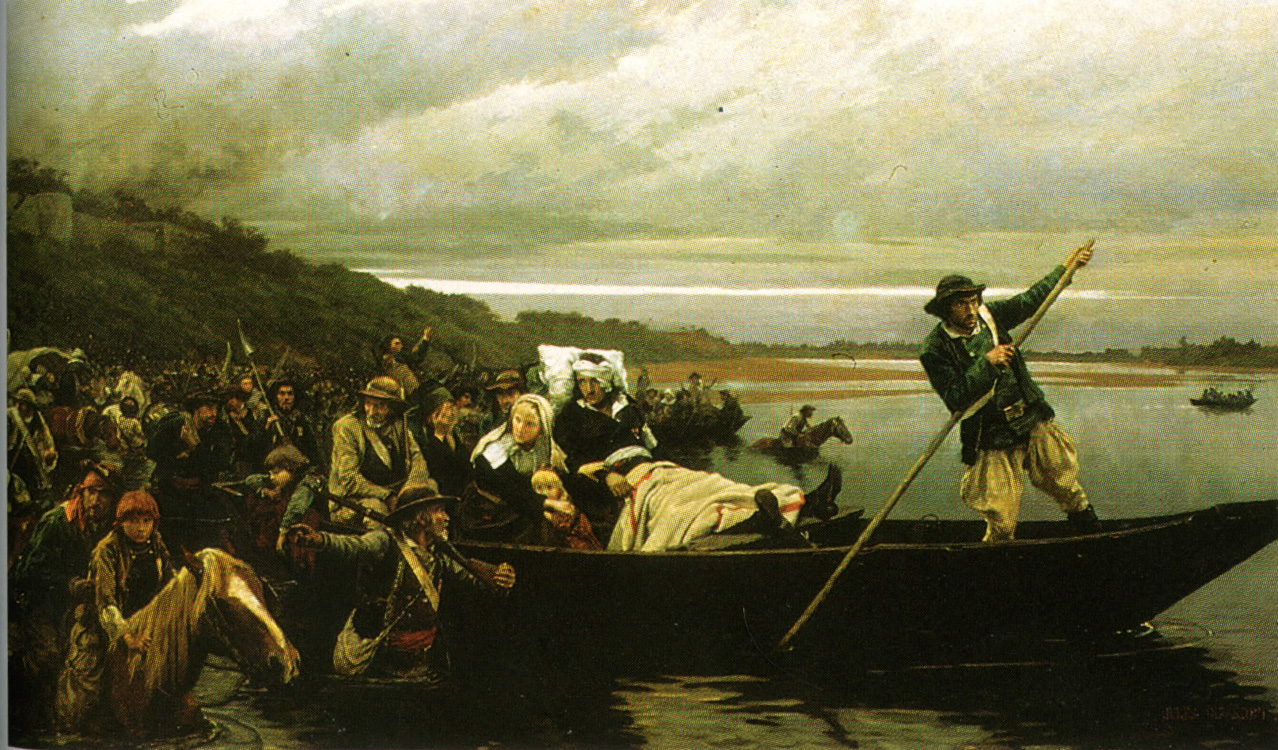
il generale Lescure ferito, passa la Loira per raggiungere Saint-Florent-le-Vieil

Dopo la loro sconfitta a Granville, i vandeani vogliono rientrare nella "Vandea Militare" e obbligano i loro capi a fare il giro inverso. La seconda parte del Virée de Galerne è drammatica: le battaglie sono ancora più devastanti e con l'avvicinarsi dell'inverno, gli uomini iniziano a soffrire di fame, d'esaurimento e di malattie come il tifo esantematico e il colera, che tocca soprattutto i vandeani, anche se pure i repubblicani sono contagiati. Inoltre, ogni battaglia, anche vittoriosa, fa perdere uomini ai vandeani, che non possono rimpiazzare i loro morti, contrariamente ai repubblicani.

Gli eserciti sono obbligati a saccheggiare per sopravvivere e la popolazione locale, benché favorevole all'insurrezione, a volte li respinge, esasperata da combattimenti e dalle epidemie che portano.
Quanto ai chouan, dopo diverse sconfitte anche loro si ritirano e inoltre vedendo i vandeani indeboliti, li abbandonano gradualmente. Infine, i vandeani raggiungono Angers, allo scopo di attraversare la Loira più velocemente, ma i repubblicani li respingono ad Ancenis. Alcune migliaia di persone riescono ad attraversare la Loira, ma il resto dell'esercito è schiacciato a Le Mans e a Savenay.
Dei 60 000-100 000 vandeani che avevano superato la Loira in ottobre, meno di 5 000 riescono a ritornare in Vandea, tutti gli altri sono uccisi sia in combattimento che su condanna, o trovano rifugio in Bretagna e nel Maine e Loira.

## Cronologia delVirée de Galerne
- 18 ottobre: I vandeani attraversano la Loira a Saint-Florent-le-Vieil.
- 19 ottobre: Henri de La Rochejaquelein è eletto generalissimo.
- 22 ottobre: Battaglia di Laval, i vandeani la conquistano quasi senza combattere.
- 27 ottobre: Battaglia di Entrammes, i repubblicani schiacciati, Léchelle muore.
- 2 novembre: Battaglia di Ernée.
- 3-4 novembre: Battaglia di Fougères.
- 4 novembre: Morte di Lescure.
- 9 novembre: I vandeani sono a Dol-de-Bretagne.
- 11 novembre: Battaglia di Pontorson.
- 12 novembre: Raggiunta Avranches.
- 14-15 novembre: Assedio di Granville, fallimento dei vandeani che tornano indietro, per rientrare in Vandea.
- 16 novembre: Ritorno ad Avranches
- 18 novembre: Ritorno a Pontorson, i 4 000 repubblicani del generale Tribout sono sconfitti.
- 21 novembre: Battaglia di Dol-de-Bretagne, 10 000 repubblicani vengono sconfitti.
- 23-24 novembre: I vandeani prendono Fougères senza combattere.
- 25 novembre: Riprendono Laval senza combattere.
- 30 novembre: Sono a La Flèche.
- 3 dicembre: Assedio di Angers, fallimento dei vandeani.
- 5 dicembre: I vandeani sono a Baugé.
- 8 dicembre: Battaglia di La Flèche.
- 10-13 dicembre: Battaglia di Le Mans, muoiono 10 000 repubblicani e 15 000 vandeani.
- 14 dicembre: I vandeani tornano nuovamente a Laval.
- 16 dicembre: Sono ad Ancenis; La Rochejaquelein, Stofflet e 1 000-5 000 persone circa riescono ad attraversare la Loira.
- 17 dicembre: Navi repubblicane bloccano il passaggio agli inglesi.
- 20 dicembre: I vandeani sono a Blain.
- 23 dicembre: Battaglia di Savenay, l'esercito vandeano è distrutto.